# Lal Parsa
Lal Parsa – gaun wikas samiti w środkowej części Nepalu w strefie Narajani w dystrykcie Parsa. Według nepalskiego spisu powszechnego z 2001 roku liczył on 464 gospodarstw domowych i 3364 mieszkańców (1662 kobiet i 1702 mężczyzn).